# Grulleros
Grulleros es una localidad española, perteneciente al municipio de Vega de Infanzones, en la provincia de León, inserta en el área del Alfoz de León y en la comarca agraria Esla-Campos, en la Comunidad Autónoma de Castilla y León. 
Situado entre el Arroyo de la Oncina, (afluente del Río Esla) y la Presa del Bernesga que vierte sus aguas al Río Bernesga.
Los terrenos de Grulleros limitan con los de Torneros del Bernesga y Sotico al norte, Villadesoto al noreste, Mancilleros, San Justo de las Regueras y Roderos al este, Villarroañe al sureste, Vega de Infanzones al sur, Cembranos al suroeste, Viloria de la Jurisdicción al oeste y Onzonilla al noroeste.
Perteneció a la antigua Hermandad de Vega con Ardón.